# Estació de la Sardana
La Sardana és una estació de les línies T1, T2 i T3 de la xarxa del Trambaix situada sobre l'avinguda de Cornellà, a l'alçada de la plaça de la Sardana, a Esplugues de Llobregat; i es va inaugurar el 3 d'abril de 2004, amb l'obertura del Trambaix.
| Trambaix               |                  |                               |         |                        |
| Procedència/Destinació | <                | Línia                         | >       | Procedència/Destinació |
| Francesc Macià         | Pont d'Esplugues |                               | Montesa | Bon Viatge             |
| Francesc Macià         | Pont d'Esplugues | Llevant - les Planes          | Montesa |                        |
| Francesc Macià         | Pont d'Esplugues | Sant Feliu - Consell Comarcal | Montesa |                        |